# Bruno Leiner
Bruno Leiner (* 7. August 1890 in Konstanz; † 11. Dezember 1954 ebenda) war ein deutscher Apotheker, Museumsleiter und Kommunalpolitiker.

## Leben und Wirken
Die Familie Leiner zählte seit dem 16. Jahrhundert zu den führenden Geschlechtern der Stadt Konstanz. Im 19. und 20. Jahrhundert betätigten sich die Leiner als Apotheker und prägten das Konstanzer kulturelle Leben maßgeblich, insbesondere seit der Gründung des Rosgartenmuseums durch Bruno Leiners Großvater Ludwig Leiner im Jahre 1870.
Bruno Leiner studierte Pharmazie in Erlangen, Bern und Berlin. Im Ersten Weltkrieg diente er in einer Lazarettapotheke. Nach Konstanz zurückgekehrt, übernahm er 1919 von seinem Vater Otto Leiner (1856–1931) die Malhaus-Apotheke in Konstanz und engagierte sich in den Folgejahren in berufsständischen Organisationen (seit 1924 Kreisvorsitzender des Badischen Apothekervereins, seit 1927 im Vorstand der badischen Apothekerkammer). 1924 promovierte er in Bern über „mikroskopische Untersuchungen des Ölplasma“. Daneben teilte er die historischen Interessen seines Vaters und folgte ihm 1926 als ehrenamtlicher „Bezirkspfleger der ur- und frühgeschichtlichen Denkmäler im Amtgerichtsbezirk Konstanz“, nach dessen Tod zudem als ehrenamtlicher Konservator des Rosgartenmuseums und als Vertreter des Landes Baden im Vorstand des Vereins für Geschichte des Bodensees und seiner Umgebung. 1930 wurde Bruno Leiner für die liberale Deutsche Staatspartei als Stadtverordneter in den Bürgerausschuss gewählt.
Die nationalsozialistische „Machtergreifung“ von 1933 beendete Bruno Leiners politische Karriere und schränkte sein kulturelles Wirken in Konstanz ein. Einen Ausgleich bot ihm der Verein für Geschichte des Bodensees und seiner Umgebung, dessen internationalen, politisch neutralen und völkerverbindenden Charakter Leiner stets betonte. Gemeinsam mit dem Präsidenten Ernst Schmid aus St. Gallen verwirklichte Leiner bis unmittelbar vor Beginn des Zweiten Weltkriegs ein dichtes und anspruchsvolles Veranstaltungsprogramm über die Staatsgrenzen am Bodensee hinweg. Während des Kriegs gelang es ihm, die drohende Einbindung des Vereins in eine politisch bestimmte Befehlshierarchie zu verhindern; hier wirkte er besonders mit dem Vorsitzenden des Baarvereins Karl Siegfried Bader zusammen. Ebenso hielt Leiner als Schriftleiter die Schriften des Vereins für Geschichte des Bodensees und seiner Umgebung konsequent frei von politischen Stellungnahmen zugunsten des Nationalsozialismus und bot erklärten Gegnern des Regimes, wie Fritz Harzendorf, Karl Bittel oder Helmut Wolfgang Faißt, ein Forum. Dabei war er elastisch genug, zu einzelnen Nationalsozialisten wie dem Geographen Friedrich Metz gute Beziehungen zu unterhalten; dies ermöglichte ihm den Druck der Vereinsschriften während des Kriegs, obwohl sie als nicht kriegswichtiges „Heimatschrifttum“ von der Papierzuteilung ausgeschlossen waren.
1944 schuf Charles Crodel das Eingangs-Mosaik der Malhaus-Apotheke.
Bei Kriegsende trug Leiner als Mitglied des „Widerstandsblocks“ dazu bei, dass die Stadt Konstanz kampflos den französischen Besatzungstruppen übergeben wurde. Sodann beteiligte er sich am Aufbau einer demokratischen Stadtverwaltung, seit den Kommunalwahlen von 1946 wieder als Stadtrat und als ehrenamtlicher „Kulturrespizient“. In dieser Funktion organisierte er mit maßgeblicher Unterstützung seiner Tochter Sigrid die vielbeachtete „Internationale Kunstwoche der Stadt Konstanz“, eine Ausstellung von Werken, die während der Zeit des Nationalsozialismus nicht hatten gezeigt werden dürfen. Mit seinem Eintreten für die bildende Kunst und die Musik in Konstanz sowie für die Freimaurerloge „Constantia zur Zuversicht“ knüpfte er an seine Zeit vor 1933 an.
Die Bedeutung Bruno Leiners lag in seinem organisatorischen Wirken. Sein schriftliches Œuvre beschränkt sich weitgehend auf kurze Beiträge zur Konstanzer Kunstgeschichte und Volkskunde in populären Publikationen. Bruno Leiner war seit 1917 mit Erika Küenzlen (1895–1987) verheiratet. Das Paar hatte zwei Söhne und zwei Töchter. Tochter Sigrid (1918–2005), verheiratet mit Peter Heinrich von Blanckenhagen, folgte ihm als Leiterin des Rosgartenmuseums (1955–1983), Sohn Ulrich Leiner (1921–1994) als Inhaber der Malhaus-Apotheke, Stadtrat und Schriftleiter des Bodensee-Geschichtsvereins. Konradin Leiner (1965–1996) war sein Enkel.

## Schriften
- Das Rosgarten-Museum in Konstanz. Zugleich eine kulturgeschichtliche Skizze der alten Bodenseestadt.  Sonderdruck eines auf Veranlassung der Wessenberg-Denkmal-Stiftung gehaltenen Vortrages. Verlag von Karl Geß, Hofbuchhändler, Konstanz 1921. (Digitalisat)
- Untersuchungen über das Oelplasma und die Oleoplasten. Zusammenfassung der Dissertation. 1924.